# Tamara Trunova
Tamara Viktorovna Trunova (Nueva Kajovka, 5 de mayo de 1982) es una directora de teatro ucraniano, la directora jefa del Teatro Académico de Kiev de Drama y Comedia en la orilla izquierda del Río Dniéper.

## Biografía
Trunova nació en Nueva Kajovka, óblast de Jersón. Se graduó de la escuela secundaria con una medalla de oro. Trunova se graduó en 2004 como traductora en la Universidad Lingüística Nacional de Kiev. Estudió dirección abajo de Eduard Mitnitsky en la Universidad Nacional de Teatro, Cine y TV en Kiev, de la que se graduó en 2009. En el período de 2008 a 2013, enseñó en el curso de dirección. Desde 2018, Trunova ha sido el director artístico del curso de dirección por correspondencia de la Universidad Nacional de Teatro, Cine y TV.
Desde 2011 trabaja en el Teatro de Drama y Comedia de la margen izquierda del Dniéper. Desde el 12 de abril de 2019, Trunova ha sido la directora jefa. Entre sus logros se encuentran producciones en teatros de toda Ucrania. Trabaja como miembro del jurado en festivales ucranianos e internacionales, como el Edinburgh Fringe en 2016. También es ganadora de un concurso teatral, por ejemplo, su programa teatral "Taking the Stage" en el British Council en Ucrania. La herencia de dirección creativa de Tamara Trunova incluye más de 20 producciones en Ucrania y en el extranjero.
Tiene una hija. Trunova vive y trabaja en Kiev.